# Diadasia consociata
Diadasia consociata är en biart som beskrevs av Timberlake 1939. Diadasia consociata ingår i släktet Diadasia och familjen långtungebin. Inga underarter finns listade i Catalogue of Life.